# Dr. Bambus
Dr. Bambus je píseň české rockové skupiny Kabát, kterou složili Ota Váňa a Milan Špalek. Jedná se o první píseň na debutovém studiovém albu Má ji motorovou. Skladba je řazena do tehdejšího žánru skupiny thrash metal. 

## Obsazení
Kabát
- Josef Vojtek – zpěv
- Milan Špalek – baskytara, doprovodný zpěv, zpěv
- Ota Váňa – kytara, doprovodný zpěv
- Tomáš Krulich – kytara, doprovodný zpěv
- Radek "Hurvajs" Hurčík – bicí, doprovodný zpěv